# Microrégion de Bom Jesus da Lapa
 (février 2025).
Si vous disposez d'ouvrages ou d'articles de référence ou si vous connaissez des sites web de qualité traitant du thème abordé ici, merci de compléter l'article en donnant les références utiles à sa vérifiabilité et en les liant à la section « Notes et références ».
La microrégion de Bom Jesus da Lapa est l'une des quatre microrégions qui subdivisent la vallée du São Francisco de l'État de Bahia au Brésil.
Elle comporte 6 municipalités qui regroupaient 168 165 habitants en 2006 pour une superficie totale de 15 703 km2.

## Municipalités[1]
- Bom Jesus da Lapa
- Carinhanha
- Feira da Mata
- Paratinga
- Serra do Ramalho
- Sítio do Mato